# Musée Picasso (Antibes)
Pour les articles homonymes, voir Musée Picasso.
Le musée Picasso est un musée d'art français ouvert en 1966.
Il occupe le château Grimaldi, place Mariejol à Antibes, dans les Alpes-Maritimes. Le château fait l’objet d’un classement au titre des monuments historiques depuis le 29 avril 1928.

## Historique

### Le château Grimaldi

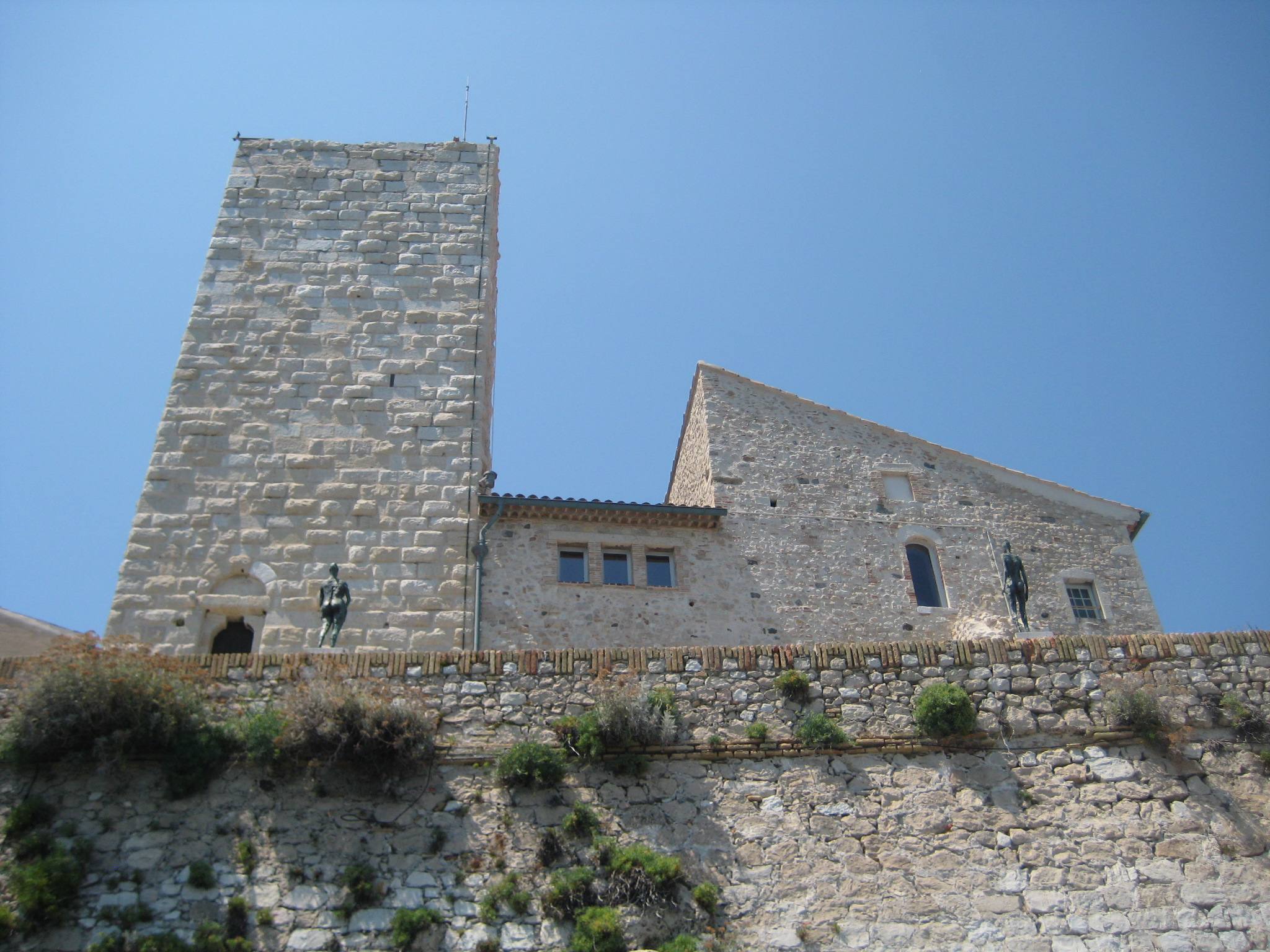
Le musée vu des remparts.

Fondé sur l’ancienne acropole de la ville grecque d’Antipolis, le château a été construit sur des fondations d'époque romaine. Il conserve une partie des façades de l'édifice romain sur une hauteur variant de 3 à 5 mètres. Cette construction doit dater du Ier siècle apr. J.-C.
La ville d'Antibes appartenait à la famille de Grasse jusqu'au XIIIe siècle avant d'appartenir entièrement aux évêques d'Antibes puis de Grasse.
La tour se trouvant dans le château a été construite à la fin du XIe siècle comme celle de Cannes. C'est un témoin du castrum Antipolitani. Elle a une section carrée de 6,50 m de côté et une hauteur de 25 m. On trouve à la base de la tour des pierres retaillées provenant de monuments romains. La porte primitive était surmontée d'un linteau monolithe qui supportait un tympan et un arc de décharge plein cintre. Comme tous les donjons romans, la porte est située en hauteur pour ne permettre l'accès à la salle du premier étage que par une échelle mobile. La salle du rez-de-chaussée était aveugle et accessible par une ouverture dans le plancher du premier étage. On accédait du deuxième étage par un escalier sur corbeaux longeant les murs.
Le château Grimaldi est occupé dès 1385 par une branche de la famille génoise des Grimaldi. Le château actuel est construit au XVe siècle. Il a été modifié au XVIIe siècle.
En 1608, le roi Henri IV acquiert ce fief au profit de la couronne de France. Les Grimaldi s'installent au château de Cagnes, voisin, et leur ancien château d'Antibes devient tour à tour la demeure du gouverneur du roi, l'hôtel de ville et plus tard une caserne, jusqu'en 1924. L'année suivante, sous l'impulsion de Romuald Dor de la Souchère, la ville d'Antibes rachète le château délabré, qui devient le musée Grimaldi.

### Le musée Picasso
En 1946, Pablo Picasso se voit offrir, par Dor de la Souchère, l'opportunité d'installer son atelier au château. Il y séjourne deux mois et réalise de nombreuses œuvres dont il laisse une partie en dépôt au château. L'année suivante, une salle consacrée à Picasso est inaugurée. D'autres œuvres s'ajoutent, dont, en 1948, 78 céramiques que Picasso crée à Vallauris. En 1957, Picasso reçoit officiellement le titre de « Citoyen d’honneur de la ville d’Antibes ». En 1966, le château Grimaldi devient le musée Picasso et Romuald Dor de la Souchère en devient le premier conservateur. En 1990, la dation de Jacqueline Picasso, veuve de l'artiste, enrichit la collection, ainsi que divers achats et acquisitions au fil des ans.
On peut y trouver environ 245 œuvres de l’artiste mais aussi des peintures de Nicolas de Staël, Fernand Léger ou Hans Hartung, des dessins de Kostia Terechkovitch, des gravures de Paul Leuquet ou Claude Raimbourg et des sculptures de Germaine Richier et Joan Miró.
Le Musée Picasso a été fermé pour sa rénovation, conduite par l'agence Pierre-Antoine Gatier, architecte en chef des Monuments Historiques, en mars 2006. Il a rouvert ses portes depuis le 20 juillet 2008.